# Boston Celtics 1949-1950
La stagione 1949-50 dei Boston Celtics fu la 4ª nella NBA per la franchigia.
I Boston Celtics arrivarono sesti nella Eastern Division con un record di 21-61, non qualificandosi per i play-off.

## Roster
| N°   | Naz.                   | Ruolo | Sportivo         | Anno | Alt. | Peso |
| ---- | ---------------------- | ----- | ---------------- | ---- | ---- | ---- |
| 3    | Stati Uniti (bandiera) | AC    | George Nostrand  | 1924 | 203  | 88   |
| 4    | Stati Uniti (bandiera) | G     | Sonny Hertzberg  | 1922 | 178  | 79   |
| 5    | Stati Uniti (bandiera) | GA    | Ed Leede         | 1927 | 191  | 84   |
| 7    | Stati Uniti (bandiera) | G     | Dermie O'Connell | 1928 | 183  | 79   |
| 8    | Stati Uniti (bandiera) | GA    | Howie Shannon    | 1923 | 188  | 79   |
| 9    | Stati Uniti (bandiera) | A     | George Kaftan    | 1928 | 191  | 86   |
| 10   | Stati Uniti (bandiera) | AC    | Gene Englund     | 1917 | 196  | 93   |
| 10   | Stati Uniti (bandiera) | AC    | Hoot Gibson      | 1921 | 196  | 90   |
| 11-4 | Stati Uniti (bandiera) | A     | Tony Lavelli     | 1926 | 191  | 84   |
| 12   | Stati Uniti (bandiera) | A     | Art Spector      | 1920 | 193  | 91   |
| 13   | Stati Uniti (bandiera) | AC    | Brady Walker     | 1921 | 198  | 93   |
| 15   | Stati Uniti (bandiera) | GA    | Jim Seminoff     | 1922 | 188  | 86   |
| 16   | Stati Uniti (bandiera) | GA    | Johnny Ezersky   | 1921 | 191  | 79   |
| 16   | Stati Uniti (bandiera) | C     | John Mahnken     | 1922 | 203  | 100  |
| 17   | Stati Uniti (bandiera) | G     | Joe Mullaney     | 1925 | 183  | 75   |
| 19   | Stati Uniti (bandiera) | AC    | Bob Doll         | 1919 | 196  | 88   |
| 22   | Stati Uniti (bandiera) | AC    | Bob Kinney       | 1920 | 198  | 98   |

## Staff tecnico
- Allenatore: Doggie Julian
- Vice-allenatori: Henry McCarthy, Art Spector
- Preparatore atletico: Harvey Cohn